# ميخائيل ويلان
ميخائيل ويلان (بالإنجليزية: Michael Whelan)‏ هو فنان ورسام أمريكي، ولد في 29 يونيو 1950 في كولفر سيتي في الولايات المتحدة.

## وصلات خارجية
- الموقع الرسمي